# Siloam Springs, Arkansas
Siloam Springs là một thành phố thuộc quận Benton, tiểu bang Arkansas, Hoa Kỳ. Năm 2010, dân số của thành phố này là 15039 người.

## Dân số
- Dân số năm 2000: 10843 người.
- Dân số năm 2010: 15039 người.